# روي وينفيلد هاربر
روي وينفيلد هاربر (بالإنجليزية: Roy Winfield Harper)‏ هو قاضي ومحامي أمريكي، ولد في 26 يوليو 1905، وتوفي في 13 فبراير 1994.